# Непалски грађански рат
Непалски грађански рат (међу маоистима познат под називом Народни рат Непала) био је војни сукоб који је трајао у Непалу од 1996. до 2006. године, између монархијске владе на једној и Комунистичке партије Непала (маоиста) на другој страни. Циљ маоиста био је свргавање краља и успостава народне републике Непал.

## Позадина
Током деценија борбе опозиционих група за веће слободе и демократију, Непал је 1990. коначно постао уставна монархија. Међутим, краљ Бирендра је задржао многа овлашћења, а слободе су биле правно нејасно дефинисане. Ова ситуација је постепено повећавала нестабилност прве владе. Напослетку су се маоисти побунили и покренули сукоб с владом.

## Сукоб
КПН(м) је започела сукоб 13. фебруара 1996, упуштањем Народне армије Непала у сукобе с владиним трупама.
Процењеује се да је током сукоба од 1996. до 2006. погинуло око 13 000 особа (више од 4.500 убили су борци КПН(м), а 8200 владине снаге). Између 100.000 до 150.000 људи је побегло са конфликтних подручја у друге регије, углавном око главног града Катмандуа.
Вођа КПН(м), Прачанда, је 21. новембра 2006. у Катмандуу закључио мировни споразум с премијером Гиријом Прашадом Коиралом. Овај споразум предвиђа смањење маоистичких герилаца и њихову полагану интеграцију у редовну војску и државне институције. Под покровитељством УН-а, 2007. је формирана Уставотворна скупштина.

## Хронологија

### 1996.
Почетак грађанског рата у Непалу.

### 1999.
Кришна Прашад Батараи постао премијер.

### 2001.
Принц Дипендра убио своју породицу и починио самоубиство. Његов ујак, Џанендра, крнисан је за новог краља.

### 2005.
Џанендра распустио Скупштину и преузео сва овлашћења. Побуна против краља расте, док краљевска војска и полиција хапси вође опозиције, новинаре, синдикалисте и борце за људска права.

### 2006.
Велики општи штрајк је покренут 6. априла у Катмандуу и траје неколико недеља. Нова непалска влада проглашава примирје. Скупштина је у наредним недељама изгласала законе који су смањили краљева овлашћења. Дана 21. новембра, потписан је мировни споразум између владе и маоистичког вође Прачанде. Маоистима је дозвољено да се укључе у владу.